# Каллимах (святой)
Каллимах (ум. 362) — римский воин, проповедовавший христианство и казнённый, по легенде, императором Юлианом. Причислен в христианстве к лику святых. Память его празднуется православной церковью 5 (18) мая.
Согласно легенде, два римских воина Каллимах и Дионисий, а также римский офицер Вакх увидели, как христианского мученика Варвара спас ангел. Увидев такое чудо, Каллимах, Вакх и Дионисий, уверовали в Иисуса Христа, начали проповедовать христианство и ругать римских богов. За это, по повелению императора Юлиана, новым проповедникам были отрублены головы.